# Ricania malandae
Ricania malandae är en insektsart som beskrevs av Jacobi 1928. Ricania malandae ingår i släktet Ricania och familjen Ricaniidae. Inga underarter finns listade i Catalogue of Life.